# Roseburia porci
Roseburia porci es una especie de bacteria del género Roseburia. Fue descrita en el año 2021. Su etimología hace referencia a cerdo. Posiblemente sea grampositiva como otras bacterias de la misma familia. Es anaerobia estricta, móvil, con forma de bacilo de 1 μm de largo. Podría ser que produjera esporas, ya que tiene los genes necesarios para ello. Tiene un contenido de G+C de 41,7%. Se ha aislado de las heces de un cerdo en Alemania. 